# Caracladus
Caracladus là một chi nhện trong họ Linyphiidae.